# Joni Mäki
Joni Mäki (* 24. Januar 1995 in Vaasa) ist ein finnischer Skilangläufer.

## Werdegang
Mäki gewann bei den Junioren-Weltmeisterschaften 2014 im Fleimstal die Bronzemedaille im Sprint. Einen Monat später gab er in Lahti sein Debüt im Weltcup, bei dem er Rang 94 im Sprint und Platz 89 über 15 km Freistil erreichte. Bei seinem nächsten Weltcupeinsatz im November 2014 in Ruka wurde Mäki 61. im Sprint. Im Januar 2015 startete er in Falun erstmals im Scandinavian Cup und belegte dort Rang 97 über 15 km Freistil und Platz 28 im Sprint. Im März 2015 trat Mäki beim Weltcup-Sprint in Lahti an, den er auf Platz 58 beendete. Beim Scandinavian-Cup-Sprint in Östersund im Januar 2016 erreichte Mäki mit Rang drei das Podium. Im selben Monat holte er in Planica mit dem 29. Platz im Sprint seine ersten Weltcuppunkte. In den Jahren 2017 und 2018 wurde er in Ounasvaara und in Kauppi finnischer Juniorenmeister im 30-km-Massenstartrennen. Bei den U23-Weltmeisterschaften 2018 in Goms lief er auf den 25. Platz über 15 km klassisch und auf den achten Rang im Sprint. In der Saison 2018/19 kam er im Weltcup zehnmal in die Punkteränge und beim Weltcupfinale in Québec auf den 36. Platz und erreichte zum Saisonende den 44. Platz im Gesamtweltcup und den 19. Rang im Sprintweltcup. Beim Saisonhöhepunkt, den Nordischen Skiweltmeisterschaften 2019 in Seefeld in Tirol, belegte er den 52. Platz über 15 km klassisch und den 13. Rang im Sprint. In der Saison 2019/20 errang er in Planica zusammen mit Ristomatti Hakola den dritten Platz im Teamsprint und wurde in Voyri finnischer Meister im Sprint.
Nach Platz 12 beim Ruka Triple zu Beginn der Saison 2020/21, wurde Mäki in Lahti Zweiter mit der Staffel und holte bei den Nordischen Skiweltmeisterschaften 2021 in Oberstdorf zusammen mit Ristomatti Hakola die Silbermedaille im Teamsprint. Zudem lief er dort auf den 13. Platz im Sprint und auf den sechsten Rang mit der Staffel. In der Saison 2021/22 kam er dreimal unter die ersten Zehn und erreichte in Falun mit dem zweiten Platz im Sprint seine erste Podestplatzierung im Weltcupeinzel. Im Januar 2022 wurde er finnischer Meister im Sprint. Beim Saisonhöhepunkt, den Olympischen Winterspielen 2022 in Peking, holte er zusammen mit Iivo Niskanen die Silbermedaille im Teamsprint. Zudem wurde er dort Sechster mit der Staffel und Vierter im Sprint. Die Saison beendete er auf dem 31. Platz im Gesamtweltcup sowie auf dem zehnten Platz im Sprintweltcup.

## Teilnahmen an Weltmeisterschaften und Olympischen Winterspielen

### Olympische Spiele
- 2022 Peking: 2. Platz Teamsprint klassisch, 4. Platz Sprint Freistil, 6. Platz Staffel

### Nordische Skiweltmeisterschaften
- 2019 Seefeld in Tirol: 13. Platz Sprint Freistil, 52. Platz 15 km klassisch
- 2021 Oberstdorf: 2. Platz Teamsprint Freistil, 6. Platz Staffel, 13. Platz Sprint klassisch
- 2023 Planica: 11. Platz Teamsprint Freistil, 19. Platz Sprint klassisch
- 2025 Trondheim: 37. Platz Sprint Freistil

## Platzierungen im Weltcup

### Weltcup-Statistik
Die Tabelle zeigt die erreichten Platzierungen im Einzelnen.
- 1.–3. Platz: Anzahl der Podiumsplatzierungen
- Top 10: Anzahl der Platzierungen unter den ersten zehn
- Punkteränge: Anzahl der Platzierungen innerhalb der Punkteränge
- Starts: Anzahl gelaufener Rennen in der jeweiligen Disziplin
- Hinweis: Bei den Distanzrennen erfolgt die Einordnung gemäß FIS.

| Platzierung               | Distanzrennen a | Distanzrennen a | Distanzrennen a | Distanzrennen a | Distanzrennen a | Skiathlon Verfolgung | Sprint | Etappen- rennen b | Gesamt | Team   | Team    |
| Platzierung               | ≤ 5 km          | ≤ 10 km         | ≤ 15 km         | ≤ 30 km         | > 30 km         | Skiathlon Verfolgung | Sprint | Etappen- rennen b | Gesamt | Sprint | Staffel |
| ------------------------- | --------------- | --------------- | --------------- | --------------- | --------------- | -------------------- | ------ | ----------------- | ------ | ------ | ------- |
| 1. Platz                  |                 |                 |                 |                 |                 |                      |        |                   |        |        |         |
| 2. Platz                  |                 |                 |                 |                 |                 |                      | 1      |                   | 1      |        | 1       |
| 3. Platz                  |                 |                 |                 |                 |                 |                      |        |                   |        | 1      |         |
| Top 10                    |                 |                 |                 |                 |                 | 1                    | 13     |                   | 14     | 4      | 4       |
| Punkteränge               |                 | 4               | 2               | 2               |                 | 4                    | 50     | 1                 | 63     | 9      | 5       |
| Starts                    |                 | 7               | 12              | 3               |                 | 8                    | 59     | 4                 | 93     | 9      | 5       |
| Stand: Saisonende 2024/25 |                 |                 |                 |                 |                 |                      |        |                   |        |        |         |

### Weltcup-Gesamtplatzierungen
| Saison  | Gesamt | Gesamt | Distanz | Distanz | Sprint | Sprint |
| Saison  | Punkte | Platz  | Punkte  | Platz   | Punkte | Platz  |
| ------- | ------ | ------ | ------- | ------- | ------ | ------ |
| 2015/16 | 2      | 148.   | -       | -       | 2      | 99.    |
| 2016/17 | -      | -      | -       | -       | -      | -      |
| 2017/18 | 9      | 130.   | -       | -       | 9      | 72.    |
| 2018/19 | 155    | 44.    | 16      | 79.     | 139    | 19.    |
| 2019/20 | 52     | 76.    | -       | -       | 52     | 39.    |
| 2020/21 | 174    | 37.    | 66      | 42.     | 64     | 28.    |
| 2021/22 | 202    | 31.    | 5       | 83.     | 197    | 10.    |
| 2022/23 | 349    | 45.    | 20      | 101.    | 329    | 21.    |
| 2023/24 | 683    | 33.    | 72      | 72.     | 611    | 11.    |
| 2024/25 | 335    | 49.    | 5       | 137.    | 330    | 19.    |